# Paul Jouannault
Paul Jouannault (7 mars 1854 à Évron, - 3 octobre 1917 au Mans) est un botaniste français.
Il fut pharmacien à Mayenne de 1878 à 1911. Botaniste, compagnon de recherches de Charles Chedeau. Il fut cofondateur et vice-président de Mayenne-Sciences (qui vit le jour à Laval, en 1906, sous la présidence d'Émile Labbé, docteur en pharmacie).